# Émeutes de Bhiwandi (1984)
Les émeutes de Bhiwandi de 1984 sont des émeutes hindoue - musulmane qui se sont produites en mai 1984 dans et autour de la ville de Bhiwandi dans l'État indien du Maharashtra. Elles ont fait 146 morts et plus de 600 blessés,. Le 17 mai 1984, des émeutes ont éclaté dans la ceinture industrielle de Bombay, Thane et Bhiwandi. Au total, 278 ont été tués et 1 118 ont été blessés,,.